# G N' R Lies
 (novembre 2008).
Si vous disposez d'ouvrages ou d'articles de référence ou si vous connaissez des sites web de qualité traitant du thème abordé ici, merci de compléter l'article en donnant les références utiles à sa vérifiabilité et en les liant à la section « Notes et références ».
Albums de Guns N' Roses
Appetite for Destruction
(1987) Use Your Illusion I
(1991)
Singles
1. Patience
Sortie : avril 1989

G N' R Lies est le deuxième album du groupe de hard rock américain Guns N' Roses.Il est sorti le 29 novembre 1988 sur le label Geffen Records et fut produit par le groupe et Mike Clink.

## Historique
L'album inclut tous les morceaux de leur premier EP, Live ?!*@ Like a Suicide. Les 4 premiers titres ont été enregistrés en public et les 4 suivant en studio. Le groupe aurait sorti cet album pour contenter les fans, en attendant les albums Use Your Illusion I & II et pour les fans qui avaient demandé les 4 titres de leur premier EP, Live ?!*@ Like a Suicide dont les rares exemplaires étaient introuvables.
Nice Boys est une reprise de Rose Tattoo et Mama Kin une reprise de Aerosmith.

## Controverse surOne In A Million
La chanson One In A Million est une chanson très controversée du fait de ses paroles : Axl Rose y parle entre autres d'homosexualité en termes homophobiques (« faggots »), de racisme (« niggers »)... Cela a déclenché une grande polémique autour du groupe. Il fut alors décidé unanimement dans le groupe de ne plus jouer cette chanson en concert. Cela n'empêcha pas les ventes de l'album de décoller (12 millions d'exemplaires vendus).
Axl Rose a ajouté :

« J'ai seulement joué One In A Million deux fois en concert. Je ne la joue pas, car je pense qu'elle est trop dangereuse et je ne fais pas confiance aux gens avec ce morceau. Je ne fais pas confiance au public avec cette chanson. Je ne veux pas jouer One In A Million sur scène en sachant qu'il y a plein de gens dans la foule avec leurs préjugés, ça ne fera que mettre de l'huile sur le feu. C'est assez dur de faire face au fait que c'est sur le disque et que les gens l'utilisent à leur propre fin pour leurs propres préjugés. Je me pose la question tous les jours. Est-ce que je devrais la retirer ? Est-ce que je la laisse pour le bien de l'intégrité artistique ? Est-ce que je la retire et me censure moi-même ? Mais attends, je suis contre la censure. C'est vraiment un problème très difficile à affronter. Le seul moyen de l'affronter est de communiquer à ce sujet. Je n'aime pas les dégâts que fait cette chanson, je n'aime pas les préjugés, je n'aime pas le fait que la chanson attise les préjugés des gens, et c'est un problème pour moi.[...] One In A Million a continuellement été utilisé contre Guns N' Roses et contre moi-même, peu importe ce que j'avais à dire à ce sujet. »

Axl Rose a dit, à propos des choses qu'il a dites contre les homosexuels, et a insisté sur le fait qu'il n'était pas homophobe, la preuve, selon lui, que ses idoles Elton John (en lequel il s'est déguisé au début du clip de November Rain) et Freddie Mercury sont gays, ainsi que la tête de son label qui est bisexuel. Mais il a aussi dit qu'il ne comprenait pas les homosexuels. Selon lui, ils vivent dans leur propre monde.
En 1989, il donne une interview où il dit que pour lui le mot « niggers » ne voulait pas forcément dire quelqu'un de Noir. La chanson Don't Damn Me sur l'album Use Your Illusion I est la réponse de cette chanson, Axl expliquant qu'il fallait lire entre les lignes et ne pas le blâmer pour One In A Million.

## Liste des titres
1986Ep Live ?!*@ Like a Suicide
| No | Titre                                     | Auteur                                                                | Durée |
| -- | ----------------------------------------- | --------------------------------------------------------------------- | ----- |
| 1. | Reckless Life (Reprise de Hollywood Rose) | Axl Rose, Izzy Stradlin, Slash, Chris Weber                           | 3:20  |
| 2. | Nice Boys (Reprise de Rose Tattoo)        | Angry Anderson, Mick Cocks, Peter Wells, Geordie Leach, Dallas Royall | 3:01  |
| 3. | Move To the City                          | Stradlin', Del James, Weber                                           | 3:42  |
| 4. | Mama Kin (Reprise d'Aerosmith)            | Steven Tyler                                                          | 3:57  |

1988chansons acoustiques
| No | Titre            | Auteur        | Durée |
| -- | ---------------- | ------------- | ----- |
| 5. | Patience         | Guns N' Roses | 5:56  |
| 6. | Used To Love Her | Guns N' Roses | 3:13  |
| 7. | You're Crazy     | Guns N' Roses | 4:10  |
| 8. | One In a Million | Guns N' Roses | 6:10  |

## Musiciens
Guns N' Roses
- Axl Rose — chant, percussions
- Slash — guitare électrique et acoustique
- Izzy Stradlin — guitare électrique et acoustique, chœurs, percussions
- Duff McKagan — basse, guitare acoustique sur One In a Million
- Steven Adler — batterie, chœurs

Musiciens additionnels
- West Arkeen, Howard Teman, Rik Richards & Ray Grden: percussions (titres 5 à 8)

## Anecdotes
- Les chansons Patience, Used To Love Her et One In A Million ont été jouées, donc composées et écrites bien avant leur sortie (elles ont été jouées dans le club rock du CBGB's peu après la sortie de Appetite For Destruction, le 30 octobre 1987). La chanson You're Crazy était déjà présente en version électrique sur Appetite For Destruction, mais elle est ici en version acoustique, donc plus longue. Il existe une autre version acoustique de ce titre sur l'une des faces B de singles du premier album du groupe.
- Guns N' Roses avait une chanson acoustique inédite à l'époque, évoquée dans des interviews : Cornshucker. Elle est disponible sur différents bootlegs. C'est Duff McKagan qui chante principalement. Elle a probablement été écarté au profit de You're Crazy à cause de son texte à caractère pornographique.

## Charts et certifications
| Pays             | Durée du classement | Meilleur classement |
| ---------------- | ------------------- | ------------------- |
| Allemagne        | 14 semaines         | 37e                 |
| Australie        | 45 semaines         | 18e                 |
| Autriche         | 13 semaines         | 10e                 |
| Canada           | 23 semaines         | 16e                 |
| États-Unis       | 53 semaines         | 2e                  |
| Norvège          | 12 semaines         | 6e                  |
| Nouvelle-Zélande | 39 semaines         | 5e                  |
| Pays-Bas         | 20 semaines         | 12e                 |
| Royaume-Uni      | 41 semaines         | 22e                 |
| Suède            | 28 semaines         | 7e                  |
| Suisse           | 10 semaines         | 15e                 |

| Pays             | Certification | Ventes      | Date       |
| ---------------- | ------------- | ----------- | ---------- |
| Allemagne        | Or            | 250 000 +   | 1993       |
| Autriche         | Or            | 25 000 +    | 02/11/1992 |
| États-Unis       | 5 × Platine   | 5 000 000 + | 10/02/1995 |
| Nouvelle-Zélande | Platine       | 15 000 +    | 18/06/1989 |
| Royaume-Uni      | Or            | 100 000 +   | 07/04/1989 |

Charts single
| Année | Single   | Chart                  | Durée du classement | Position |
| ----- | -------- | ---------------------- | ------------------- | -------- |
| 1989  | Patience | Hot 100                | 18 semaines         | 4e       |
| 1989  | Patience | Mainstream Rock Tracks | 21 semaines         | 7e       |
| 1989  | Patience | UK Singles Chart       | 8 semaines          | 10e      |
| 1989  | Patience | Single Top 100         | 13 semaines         | 38e      |
| 1989  | Patience | ARIA Charts            | 18 semaines         | 16e      |
| 1989  | Patience | (V) Ultratop           | 10 semaines         | 9e       |
| 1989  | Patience | RPM Top Singles        | 14 semaines         | 10e      |
| 1989  | Patience | RMNZ Singles Top40     | 12 semaines         | 4e       |
| 1989  | Patience | Mega Top 50            | 16 semaines         | 3e       |
| 1989  | Patience | Schweizer Hitparade    | 9 semaines          | 16e      |